# 天平

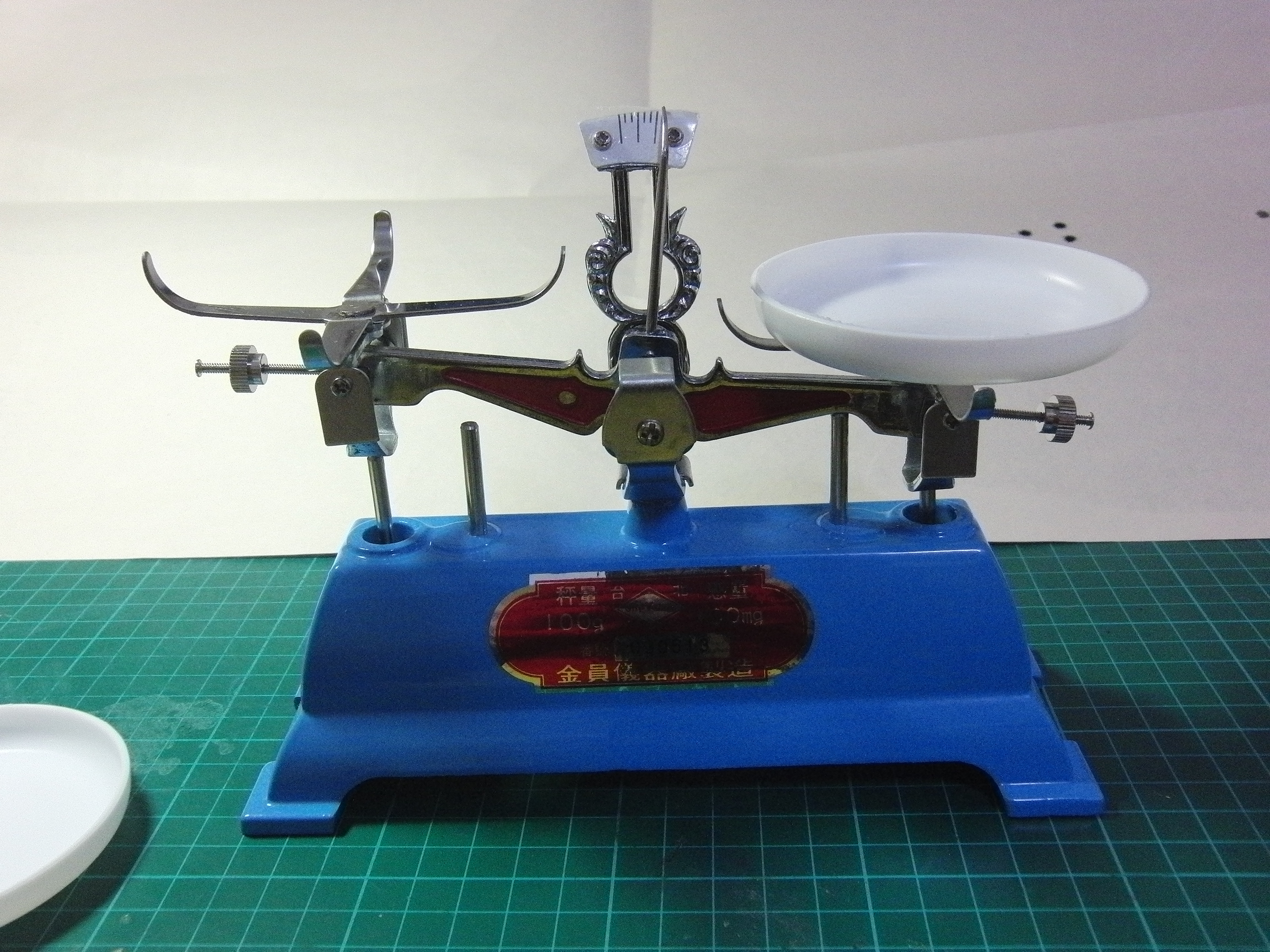
簡易的托盘天平

天平（英語：mass balance，balance）是物理學中一種利用作用在物体上的重力，以平衡原理测定物体质量或确定作为质量函数的其他量值、参数或特性的仪器。在古代没有物理学质量的概念下，口语上习惯将等臂杠杆衡器称为“天平”，而将不等臂杠杆衡器称为“秤”。

## 结构
普通标牌天平主要由立柱、横梁、吊挂系统、底座和制动装置组成。天平组成示意图立柱垂直固定在底座上，用以支撑横梁。立柱下部装有分度牌，顶部装有托架，在天平不工作时支托横梁。在横梁中部装有一把中刀。天平工作时，中刀搁置在与升降杆顶端连接的刀承上，作为支点。中刀两边装有两把边刀，分别作为重点和力点，起承受和传递载荷的作用。中刀下横梁底面装有指针，指针上固定有可上下移动以调节横梁重心位置的重心砣，它能起调整天平灵敏度的作用。
- 横梁顶部刻有分度标尺，标尺上有一移动游码。横梁两端还装有可调整天平空载平衡位置的平衡螺母。
- 吊挂系统包括小吊环，挂盘架和秤盘。挂盘架吊挂在小吊环吊钩上，两把边刀分别通过小吊环承受秤盘砝码和被称物的重力。
- 底座装有两个调整天平水平的螺旋调整脚，底座上面还安置有水准器以显示天平水平度。调整水平是为避免天平不水平而产生称量误差。
- 制动装置主要由开关旋钮、开关轴和偏心凸轮（或连杆）组成。转动旋钮使凸轮（或偏心连杆）偏转一定角度，即可使立柱中的升降杆上下移动，通过中刀承将横梁托起或落下，以开启或关闭天平。

### 一般的天平
天平是最原始的計重秤，是一種測量物體重量的裝置，一般構造為一根直柱上支著一根橫桿，而桿的兩端則各懸掛著一個小盤，称作称盘、托盘。當進行測量重量時，其中一邊的稱盤（通常使用左側稱盤）放置被測量的物品，另一邊（通常為右側，以便調整砝碼）則放置若干數量的砝碼，使兩端呈平衡狀態，屆時只要計算砝碼的重量，便可得知該物品的重量。
天平按结构可分为上皿式、下皿式两种。称盘在支架上方为“上皿式”（上皿天平），称盘吊挂在支架下方为“下皿式”（下皿天平）；较常使用的是上皿天平。

### 物理实验中的托盘天平
物理实验中的托盘天平天平主要由左右两个托盘、指针、砝码和游码组成。使用时先进行调零操作，即使得当左右盘均不放置物体、游码为零时指针指向正中央。然后在左盘放上待测物体，在右盘按照从大到小的顺序用镊子放置砝码，再微调游码，使指针保持对准正中央。此时，待测物体的质量等于砝码示数之和加上游码的示数。

## 文化象徵

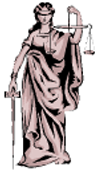
正義女神

- 天平在西方文化代表正義，有「法律面前人人平等」之意。代表正義的泰美斯女神像手上也持有一個天平。
- 天秤座也是黃道星座之一，因阿斯特莉亞在為人類做善惡裁判時所用的天平去「秤」（音chēng，衡量的意思）善惡的故事而成為中國天文學名詞的決定名（見民國22年4月20日教育部公佈全國統一的《天文學名詞》第28頁，名詞編號628)，譯名是參考自日本漢字「平秤座」而來，並非用「天平」這種量重工具作為中文決定譯名，將天秤座所指的「天秤」誤會以為是量重工具「天平」，是因為不明白「天秤座」這個天文學名詞中文譯名來源，而產生的錯誤。「天秤座」和「平秤座」亦不能讀成「天平座」和「平平座」[註 1]。
- 天平在埃及文化中代表善與惡的天平，阿努比斯手上持有一個天平，衡量死者之審判。
- 天平图案的 Unicode 符號為 U+2696（⚖）。

## 备注
1. ↑  有关「天秤」、「天秤座」的读音，不仅两岸没有一致，台湾本身也处于各自表述，见汉典[2][3]、教育百科[4][5]

## 另見
- 秤
- 實驗室設備
- 阿努比斯

## 外部連結
- Analytical Balance article at ChemLab
- HowStuffWorks:Inside a bathroom scale （页面存档备份，存于）
- National Conference on Weights and Measures, NIST Handbook 44, Specifications, Tolerances, And Other Technical Requirements for Weighing and Measuring Devices, 2003